# Giro del Lazio 1965
Il Giro del Lazio 1965, trentunesima edizione della corsa, si svolse il 30 settembre 1965. La vittoria fu appannaggio dell'italiano Franco Bitossi, il quale precedette i connazionali Roberto Poggiali e Franco Balmamion.

## Ordine d'arrivo (Top 10)
| Pos. | Corridore          | Squadra | Tempo |
| ---- | ------------------ | ------- | ----- |
| 1    | Franco Bitossi     | Filotex |       |
| 2    | Roberto Poggiali   | Ignis   |       |
| 3    | Franco Balmamion   | Sanson  |       |
| 4    | Silvano Schiavon   | Legnano |       |
| 5    | Dino Zandegù       | Bianchi |       |
| 6    | Gianni Motta       | Molteni |       |
| 7    | Italo Zilioli      | Sanson  |       |
| 8    | Michele Dancelli   | Molteni |       |
| 9    | Imerio Massignan   | Ignis   |       |
| 10   | Flaviano Vicentini | Ignis   |       |